# 339223 Stongemorin
339223 Stongemorin este o planetă minoră (asteroid) din centura de asteroizi. A fost descoperită pe 13 octombrie 2004 la Jarnac Observatory⁠(d) de Jarnac Observatory⁠(d). 
Obiectul prezintă o orbită caracterizată de o semiaxă mare de 2,5429039393231 UAi, o excentricitate de 0,27, o înclinație de 4 ° în raport cu ecliptica.